# Ajaba
Ajaba es el nombre que reciben los seres cambiaformas hiena del juego de rol Hombre lobo: El Apocalipsis.
La versión más completa sobre los Ajaba sale en el libro
Guía del jugador para las razas cambiantes (Players Guide to the Changing Breeds en inglés, editado por la compañía White Wolf) es un juego de rol en el cual el jugador se interioriza en las distintas razas cambiantes que existen en el Mundo de Tinieblas.

## Historia
En un principio, cuando Gaia creó a las razas cambiantes para cumplir con distintas labores, se dio cuenta de que los lobos se quedaron viviendo en las tierras del norte. Esto no estaba bien, pues no quedaba nadie que vigilara las tierras del sur.
Como a ella no le gustaba decirle a sus hijos qué hacer, decidió crear una nueva raza cambiante para que cumpliera con el rol de los lobos en estas tierras. Entonces creó a los Ajaba. En el plan inicial, los Bastet, con su versatilidad, apoyarían a los Ajaba usando sus dones como los ojos de la Madre diciéndoles a los Ajaba dónde y cuándo atacar. 
Sin embargo la idea no salió tan bien.
En la época en la que Gaia creó a los Ajaba, muchos humanos tenían sociedades primariamente regidas por hombres. Había algunos matriarcados pero no abundaban. Los homínidos de estas sociedades podrían haber aceptado ser regidos por mujeres pero había otro problema que probó ser más infranqueable.
En las sociedades humanas, los hombres siempre fueron los que efectuaban los combates y cacerías. Pero de la forma en que Gaia creó a los Ajaba, eran las mujeres las guerreras y los hombres los místicos. esto fue un duro golpe para los machos homínidos, pero para los nacidos de hienas, esto era natural.
El conflicto creció hasta hacerse insostenible y se transformó en una guerra interna que los volvió menos efectivos en su tarea.
Y los Bastet notaron esto último. Ellos sintieron que los Ajaba estaban traicionando su tarea sagrada y sus reacciones al respecto fueron variadas. Los Simba (cambiaformas leones) se suponía serían guerreros de elite que ayudarían en combate a los Ajaba, pero terminaron haciendo toda la pelea solos. Los Bagheera, jueces entre los cambiaformas de África perdieron credibilidad al no poder solucionar el conflicto de las hienas. así cada tribu creció en su desconcierto y más aún en su ira empezaron a ponerse en contra de los Ajaba y su castigo se sintió durante décadas. Eso les dio a los Ajaba la unidad que no tuvieron nunca, unidad en contra de su némesis, los Bastet. 
Como consecuencia de esta falta de atención a sus labores, el Wyrm Profanador y el Comealmas hundieron sus colmillos en las tierras de África.
Los Ajaba se fueron aislando protegiendo sólo sus tierras a su antojo sin ninguna intención de asistir o ayudar a las otras razas cambiantes. Los Bastet se molestaron y especialmente los Simba decidieron que si no podían persuadir a los Ajaba de proteger a Gaia, al menos les harían notar lo estúpido de sus acciones.
La guerra continuó hasta hace pocos años y terminó con la casi extinción completa de los Ajaba, luego de la muerte del autocoronado rey de los Ajaba a manos del Mas tiránico y cruel de los reyes Simba que ha tenido el continente negro; Colmillo Negro y su orgullo La tormenta Interminable.

## Clasificación de los Ajaba
Al igual que los Garou, los Ajaba se pueden dividir por su raza y su auspicio aunque estos últimos no tienen nada que ver con Selene y son llamados Aspectos. Los clanes de los Ajaba tienen estructuras parecidas a las tribus de los Garou aunque no tienen diferencias culturales tan grandes ni nombres definidos, de hecho si se les debe llamar de alguna manera se les suele llamar con el nombre del miembro más notable del clan (ejemplo; "el clan de Hayani")

### Razas
La raza está definida por quien es tu padre o madre que no es un cambiaforma, si es humano serás Homínido, si es hiena serás Hyaena. Si ambos son Ajaba serás un Metis.
A diferencia de los Garou las funciones de los Ajaba están tan definidas por los auspicios (para ellos llamados aspectos) como por el género. Las hembras son las guerreras y asesinas correspondientes a los Ahroun y Ragabash de los Garou, mientras que los machos se convierten en los cuentacuentos (Galliard) y los místicos (Theurge).

#### Homínidos
Tienden a ser de origen Hindú o Africano, pero, dada la amplia diversidad racial del continente negro, pueden tener casi cualquier ascendencia.

#### Metis
La mayoría de los metis son hermafroditas. A diferencia de los Garou, entre los Ajaba no existe ningún tipo de desprecio por los metis, esto sobre todo animado por el hecho de que estuvieron al borde de la extinción. Aun así los metis no suelen asumir cargos demasiado importantes quedándose en las orillas de la sociedad como ayudantes antes que líderes.

#### Hyaena
Los nacidos de hienas tienen una conexción más próxima con Gaia de lo que podrían tener los homínidos y los metis. Esto es especialemtne cierto en los machos, cuya espiritualidad es equivalente a la de los lupus de los Garou.

### Aspectos
Durante décadas pasadas se consideraba a todos los Ajaba como Ragabash. La reestructuración de su sociedad ha cambiado esto y ahora existen 2 aspectos principales y cabe la posibilidad de que en el futuro aparezcan más. Los Ajaba eligen sus dones según los equivalentes en los auspicios de los Garou (excepto el philodox, posición que no existen entre los ajaba). los Metis pueden elegir entre ambas listas de cada aspecto (las listas de los machos y las hembras)

#### Alba
Machos: Los machos del aspecto Alba se vuelven cuentacuentos en una versión Ajaba del rol del Galliard de los Garou
Hembras: Las hembras nace llenas de Rabia y se vuelven las Guerreras de los Ajaba en su combate contra el Wyrm

#### Crepúsculo
Macho: Los machos del crepúsculo se vuelven por completo al estudio de los secretos de Gaia, de entre ellos salen algunos de los místicos más poderosos que se hayan visto.
Hembra: Las hembras del crepúsculo aprenden a dejar su marca en el mundo de maneras más sutiles, expresando su rabia de formas más parecidas a los Ragabash de los Garou.

## Las cinco formas de los Ajaba
Las 5 formas que pueden asumir los Ajaba son funcionalmente las mismas de los Garou. Aunque estos últimos son más fuertes que los Ajaba, estos no son menos temibles en combate.

### Homínido
Indistinguible de un humano normal, suelen ser gruesos. Tienen un aire de agudeza mental inquietante y a veces algunos sueltan risas maniacas cada cierto tiempo.

### Anthros
es un híbrido de humano con características de hiena, con énfasis en las capacidades del primero. Sus extremidades se alarga, el pelo se vuelve salvaje y todo el conjunto es inquietantemente inhumano.

### Crinos
Esta forma esta completamente adaptada para el combate. Ligermante más pequeña que las de los Garou, es un balance perfecto entre humano y hiena. les da la mayor protección de todas las formas y además es capaz de manipular armas.

### Crocas
Esta forma es una hiena del tamaño de un oso pequeño y su mordida causa un daño degeneradamente masivo.

### Hyaenid
De apariencia igual que una hiena normal, es rápida y excelente para hacerse uno con el ambiente.